# Ле Лёш, Эрик
Эрик ле Лёш (фр. Éric le Leuch; 19 июня 1971, Динан) — французский гребец-каноист, выступал за сборную Франции во второй половине 1990-х годов. Участник двух летних Олимпийских игр, бронзовый призёр чемпионата мира, победитель многих регат национального и международного значения.

## Биография
Эрик ле Лёш родился 19 июня 1971 года в городе Динане департамента Кот-д’Армор. Активно заниматься греблей начал в раннем детстве, проходил подготовку в Невере в местном одноимённом каноэ-клубе.
Первого серьёзного успеха на взрослом международном уровне добился в 1995 году, когда попал в основной состав французской национальной сборной и побывал на чемпионате мира в немецком Дуйсбурге, откуда привёз награду бронзового достоинства, выигранную в зачёте четырёхместных каноэ на дистанции 200 метров. Благодаря череде удачных выступлений удостоился права защищать честь страны на летних Олимпийских играх 1996 года в Атланте — стартовал в программе одиночек на пятистах метрах, но сумел дойти лишь до стадии полуфиналов, где финишировал третьим.
После Олимпиады в США ле Лёш остался в основном составе гребной команды Франции и продолжил принимать участие в крупнейших международных регатах. Так, в 2000 году он благополучно прошёл квалификацию на Олимпийские игры в Сиднее — в одиночках на пятистах метрах остановился в полуфинале, где показал на финише девятый результат, тогда как на тысяче метрах сумел пробиться в финал и в решающем заезде финишировал четвёртым, немного не дотянув до призовых позиций. Вскоре по окончании этих соревнований принял решение завершить карьеру профессионального спортсмена, уступив место в сборной молодым французским гребцам.